# Lars Paaske
Lars Højer Paaske (Hørsholm, 18 de enero de 1976) es un deportista danés que compitió en bádminton, en la modalidad de dobles.
Ganó dos medallas en el Campeonato Mundial de Bádminton, oro en 2003 y bronce en 2006, y cuatro medallas en el Campeonato Europeo de Bádminton entre los años 2002 y 2010.
Participó en tres Juegos Olímpicos de Verano, entre los años 2000 y 2008, ocupando el cuarto lugar en Pekín 2008, en la prueba de dobles.

## Palmarés internacional
| Campeonato Mundial | Campeonato Mundial       | Campeonato Mundial | Campeonato Mundial |
| Año                | Lugar                    | Medalla            | Prueba             |
| ------------------ | ------------------------ | ------------------ | ------------------ |
| 2003               | Birmingham (Reino Unido) | Medalla de oro     | Dobles             |
| 2006               | Madrid (España)          | Medalla de bronce  | Dobles             |
| Campeonato Europeo |                          |                    |                    |
| Año                | Lugar                    | Medalla            | Prueba             |
| 2002               | Malmö (Suecia)           | Medalla de bronce  | Dobles             |
| 2004               | Ginebra (Suiza)          | Medalla de bronce  | Dobles             |
| 2008               | Herning (Dinamarca)      | Medalla de oro     | Dobles             |
| 2010               | Mánchester (Reino Unido) | Medalla de oro     | Dobles             |